# فرناندو فلافيو ماركيز دي ألميدا
فرناندو فلافيو ماركيز دي ألميدا (بالبرتغالية: Fernando Flávio Marques de Almeida‏) هو جيولوجي وأستاذ جامعي برازيلي، ولد في 18 فبراير 1916 في ريو دي جانيرو في البرازيل، وتوفي في 2 أغسطس 2013 في ساو باولو في البرازيل.